# Inlösenaktie
En inlösenaktie är en aktie som bildas när ett aktiebolag genomför ett inlösenprogram i form av en split. Alternativet till inlösenaktier är att företaget ger ut inlösenrätter.
Inlösenaktier kräver särskilda skattemässiga beräkningar för att fastställa eventuell vinst eller förlust vid försäljning, se mer under inlösenrätt.